# Zemmours
Pour les articles homonymes, voir Zemmour.

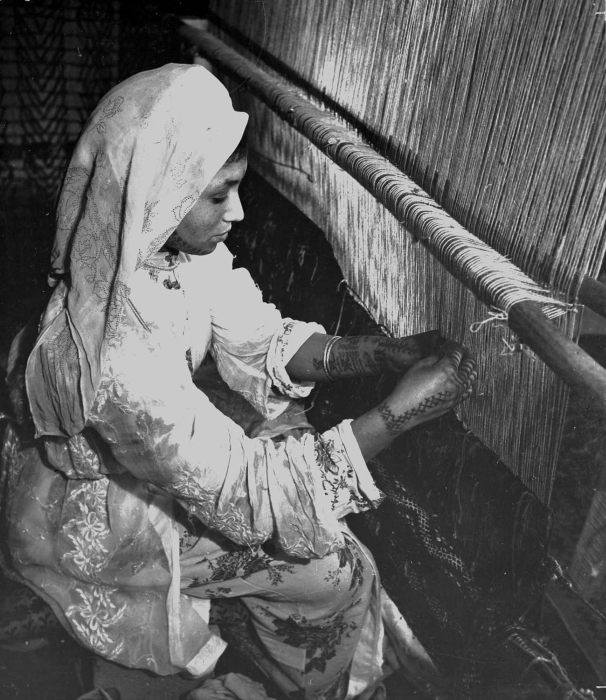
Femme des Aït Zemmour pratiquant le tissage traditionnel, Moyen Atlas, 1955

Les Zemmours ou Aït Zemmour sont une confédération berbère regroupant des tribus Sanhadjas vivant dans la région du Moyen-Atlas, au Maroc.
Ils sont parfois désignés sous le nom de Aït Zouggouatt.

## Étymologie
Le nom des Zemmours provient du berbère azemmur, qui désigne l'olive.
« Aït Zouggouatt » est un autre nom pour les Zemmours - selon Georges Marcy c'est leur vrai nom berbère. Son usage peu fréquent en dehors des Zemmours suggère qu'il est soit restreint aux Zemmours eux-mêmes, soit qu'il n'englobe pas toutes les tribus zemmours. Ce nom est originellement celui d'un chef guerrier célèbre pour sa bravoure, notamment dans la guerre contre les Béni Ahsene, tribu arabe, desquels les Zemmours prennent le territoire actuellement occupé. La liste des tribus Zemmours détenue par l'institut des hautes études marocaines de Rabat indique qu'à la fin du XVIIe siècle les Zemmours se subdivisent en Aït Zouggouatt et Aït Hakoum.

## Territoire
De superficie variable selon les périodes, le territoire des Zemmours est dans le centre-ouest du Maroc et commence de nos jours à environ 25 km à l'est de Rabat.
Il forme un grand plateau sur le versant atlantique du Maroc, au pied des premiers contreforts de l’Atlas. Il jouxte sur son côté nord la fertile plaine du Gharb, à l’est la « province » (préfecture) de Meknès, au sud la plaine des Zaërs et à l'ouest la province de Rabat capitale du pays. 

Il est traversé dans le sens ouest-est par la section Rabat-Meknès de l'autoroute A2 Rabat - Oujda. Le terrain est vallonné, parsemé de bouquets de palmiers nains et de rochers, de basalte bleu vers Tiflet,.
Les bas-plateaux sont appauvris par l'érosion due au type d'agriculture introduit par les européens depuis le début du XXe.

## Généralités, origine
Les Zemmours (gentilé : Zemmouri, pluriel : Zemmouris) regroupent dix tribus, dont huit principales : Aït Hakem, Haouderrane, Aït Ouribele, Aït Jbel-Doum, Messarhra, Kabliyine, Aït Zekri (inclut les Aït Belkacem, Aït Ouahi et Aït Abbou) et Aït Ameur (inclut les Aït Ali ou Aït Lahsene, Kotbiyine, Mzourfa, Khzazna et Hej-Jama) ; et deux tribus de chorfa. La tradition orale indique un noyau originel, l’arrivée d'autres tribus, et l'incorporation plus tardive des Aït Hakem et Aït ameur.
Avant de s'installer dans leur emplacement actuel au nord-ouest du Maroc, ils étaient originellement des tribus se déplaçant sur les plateaux peu élevés au nord et à l'ouest des montagnes du Moyen Atlas, propices à l'élevage et à l'agriculture.
L'origine géographique commune n’est pas certaine et encore moins le lien biologique ou  par adoption, du fait du nomadisme et de ce qu'une tribu se développe par l’assimilation d'éléments étrangers autant que par les liens du sang (voir plus bas « Une alliance typique - la tad'a » dans la section « Culture »). Historiquement, leur territoire originel est difficile à définir faute de traces écrites d'une part, et parce que les Zemmours du XXe ont gardé très peu de leur tradition berbère originelle. De plus, de nombreux lieux différents portent des noms basés sur la même racine voire entièrement identiques (voir plus haut la section « Étymologie ») ; de même pour d'autres tribus aux noms similaires voire identiques, qui n'ont pourtant ni rapports ni souvenirs communs avec les Zemmours.

## Histoire
Les Zemmours apparaissent dans l'histoire écrite sous le règne du sultan Moulay Ismaïl, qui règne de 1672 à 1727, principalement comme insoumis - déjà - au pouvoir central et réputés pour les embuscades tendues par certains d'entre eux dans la région de Meknès limitrophe ; mais ils existent avant cette période.
La dernière avancée des Zemmours vers le nord-ouest et les plaines de la côte, est marquée par la conquête de la Marmora au tournant du XXe siècle après plusieurs générations de lutte sur la tribu arabe des Béni Ahsene ; seule l'intervention française fait cesser cette avancée en bloquant l'avancée des Zemmours à la limite de la forêt de la Mamora (Maâmora). La guerre contre les Béni Ahsene, qui occupaient auparavant le territoire maintenant dévolu aux Zemmours, est la grande affaire de l'histoire des Zemmours.
Jusqu'au début du XXe siècle et la « pacification » de la colonisation française, les voyageurs évitent soigneusement de traverser la région des Zemmours aux terres si propices à l’embuscade, y compris la m'halla ou cour du roi en déplacement qui contournait leur territoire par l'est en passant par Sidi Kacem, Meknès et Fèz. Ceci n'empêchait pas les manuels scolaires d'histoire de cette période de propager l'illusion de sécurité totale dans le royaume entier : « une femme seule - ou un juif (sic) ! - pouvait se rendre en diagonale d'Agadir à Oujda sans risque ». Pierre Loti, officier de la marine française de guerre et écrivain, chevauche de Tanger à Fèz vers 1897 ; il décrit des pistes impraticables, un climat d'anarchie chronique et « des prisonniers, anciens brigands Zemmours, [...] torturés » par le makhzen. 

Quand les Zemmours ne se portaient pas dissidents, le makhzen divisait leur groupe en cinq parties, chacune devant payer un cinquième de l'impôt.
D'après les historiens, les Zemmours se sont montrés pragmatiques en s'accordant rapidement avec les autorités françaises. Plusieurs villes, comme Tiflet et Khémisset, sont nées à partir d'avant-postes d'occupation française créés en 1913. Toutefois, encore en 1915 les « missions de pacification » exécutaient des rhaouarhas, personnages associant rébellion et brigandage, près de Tiflet dans une vallée à l’abri des regards ; en 2003, les environs de cette même vallée sont, dit Kessel qui y a grandi, encore fréquentés par de jeunes adultes en quête de passants désarmés pour leur soutirer quelque argent. En 2004 ou 2003, les paysans révoltés par ces agissements attrapèrent un de ces brigands, le torturèrent et le tuèrent au même endroit où lui et sa bande avaient exercé leurs méfaits.
Au début du XXe siècle les Zemmours comptaient environ 12 000 tentes, soit quelque 60 000 personnes (dans les années 1960, ce sont environ 137 000 personnes). Mais à cette époque comme auparavant, cet ensemble comprend de nombreux groupes, chacun marqué par ses propres particularités.

## Appartenance tribale
La structure tribale des Zemmours ne s'explique pas par les liens de consanguinité ; les personnes étrangères intégrées, ou « greffons », sont parfois si nombreuses que cet abondant afflux rend le tronc ou noyau de tribu originel impossible à distinguer. La base de leur alliance est au moins autant due à des causes historiques qui ont amené un mode de vie similaire et des aventures partagées ; c'est le cas par exemple du grand mouvement de populations berbérophones du sud-est vers le nord-ouest.

## Culture
Leur culture présente beaucoup de similarités avec celle de leurs voisins les Zayanes.[réf. souhaitée]

### Langage
Selon C. Agabi, les Zemmours sont des populations berbères du groupe braber, c'est-à-dire parlant majoritairement le tamazight du Maroc central, bien qu'une petite partie ait été arabisée par politique d'arabisation mais continue cependant à revendiquer son amazighité. Dans la 2e moitié du XXe siècle l'arabe dialectal est devenu chez eux plus couramment utilisé, à cause des pressions arabes dans la région et des brassages de populations avec les tribus arabophones voisines dont les Zaërs, les Béni Hassen (une sous-tribu des Maqils),….

### Tatouages
Leurs tatouages corporels traditionnels sont proches des caractères du tifinagh, eux-mêmes des vestiges d'origine phénicienne et libyque et qui ressemblent aux caractères du grec ancien.

### Tempérament
Ils étaient réputés pour leur tempérament guerrier et pilleur. Les étrangers devaient, pour traverser leur territoire, négocier un paiement (zetata) pour se mettre sous la protection (mezrag ou « lance ») d'un membre de clan et par extension sous la protection  de ce clan (anaïa), afin d'assurer leur sauf passage,.

### Le cheval
Ils sont les héritiers d'une longue tradition équestre, représentée aujourd'hui par les fantasias se déroulant lors des moussems locaux. Pour les fantasias, les Zemmours étaient tenus d'acheter un fusil, une monture ou des cartouches. Autrefois manifestation guerrière, ces démonstrations sont aussi en usage lors des visites des chorfa d’Ouezzan, grands chefs spirituels. Dans les années 1990 la fantasia de la fête du Trône (Aïd al ‘Arch) à Khemisset est devenu une sorte de festival de la fantasia, avec des démonstrations d'un très haut niveau technique.

### Sanctions des homicides
Historiquement, l'homicide volontaire ou non (les Zemmours ne faisaient pas de différence sur ce plan) était sanctionné par la vengeance sur le meurtrier ou ses proches, suivi à plus ou moins long terme par la compensation (la partie la plus lésée recevait une rançon ou diya équivalant au nombre supplémentaire de ses morts, un meurtre d'homme valant deux meurtres de femmes, celui d'un enfant est dépendant de son sexe et peut varier selon son âge, et celui d'une femme enceinte vaut deux diya et demi si le fœtus est mâle et une diya s'il est femelle). Le meurtrier devait quitter le pays ainsi que les membres de sa famille restés solidaires et approuvant son acte ; si la parentèle doit quitter le pays, leurs biens sont saisis et mis à profit par les créanciers du prix du sang. La rançon est souvent payée en biens (têtes de bétail, grains et cetera). Les filles données en mariage au créancier diminuent le montant de la dette. Une ou plusieurs femmes peuvent être données en paiement mais les créanciers ne sont pas tenus de l'accepter. En temps de guerre, les dettes de sang étaient mises en suspens. Si la guerre était entre tribus de différentes confédérations, les morts du ou des champs de bataille n'étaient pas inclus dans les dettes de sang ; tandis qu'ils étaient minutieusement dénombrés pris en compte pour l’établissement du montant de la rançon si la guerre était entre deux factions différentes d'une même confédération.
De façon générale, plus les Berbères se sont trouvés proches des arabes, plus le principe de rançon a prévalu sur celui du talion.

### Alliances de guerre
Elles sont en règle générale temporaires. La fraction souhaitant une alliance envoie les plus anciens de sa jemaâ offrir des dehiba (sacrifices de moutons) au groupe recherché comme allié. Si l’alliance est acceptée, un burnous est remis aux envoyés comme gage de l’alliance conclue. Cette cérémonie se déroule autant de fois que le nombre d'alliances recherchées. Ensuite, les notables se rassemblent, les chefs de guerre (imagueren) sont nommés dont le plus vieux reçoit le ou les burnous offerts par les alliés. Ces alliances cessent quand le conflit qui les a amenées est résolu.

### Une alliance typique - latad'a
Un type d'alliance traditionnelle pratiqué par les Berbères et particulièrement chez les Zemmours, était la colactation ou tad'a (que les Ayt Atta prononcent tat’a) : cette alliance intertribale était symbolisée par l’échange de deux nourrissons, chaque nourrisson respectivement étant allaité par une femme de l'autre tribu lors d'une cérémonie solemnisée par la présence d'un saint personnage. En 1916 le capitaine Coursimault signalait chez les Zemmours ce lien, sacré et aussi fort que celui du sang, qui autrefois se pratiquait entre individus mais qui déjà à son époque n'était plus pratiqué qu'entre tribus. C. Agabi semble indiquer qu'à l’époque où lui-même écrit (1994) ce type d'alliance se pratique toujours : « encore aujourd’hui lors de la cérémonie de colactation [...] »,.
Pacte d'amitié et de non-agression imbu de sacré et - avant tout pour l'aspect pratique - gage d'un quotidien paisible, la tad'a, qui n’est signalée qu’au Maroc et spécifique aux brabers semi-nomades, a été très largement pratiquée : ce aussi bien au sein du groupe zemmour (par exemple les Aït Ichcho et les Aït Ahmed-ou-Yacoub d'une part, et les Aït Hammou Srhir et les Aït Kessou d'autre part, toutes des tribus kabliyines, ont conclu des tad'a) ; que, pour les tribus vivant près de la périphérie du territoire zemour, avec des tribus voisines mais étrangères aux Zemmours. Ainsi les kabliyines, alliés aux Aït Ouribele, aux Aït Yadine et à quelques fractions Haouderraen, sont également liés par l'utad’a aux Oued-Alouane (des Sehouls) et aux Maâsa (des Béni Ahsènes). Les Beni-Ounzar, tribu Zemmour, et les Hmid, tribu Béni Ahsen sur qui les Zemmours ont conquis le nord-ouest de leur territoire actuel, se considèrent malgré tout frères (utad’a) de ce que leurs ancêtres ont absorbé ensemble le lait miraculeusement sécrété par Bou Khassi, un saint populaire.

### Protection des criminels et des ennemis
Le principe de l’inviolabilité protégeant un ennemi ou un criminel étranger à la tribu (il ne s'applique pas pour les ennemis ou criminels de la même tribu) est très respecté par les Zemmours, et les berbères en général ; aucun acte violent ou mauvais ne doit être commis dans les lieux protégés, ni lors de cérémonies de mariages et de fêtes publiques, ni sous la tente ou dans la maison d’un tiers car le propriétaire de l'habitation est devenu son protecteur, même s'il est son ennemi, et devrait tirer vengeance à son tour de ce meurtre commis chez lui.
Les Zemmours, comme les autres peuples berbères, appliquent traditionnellement la même protection pour quiconque trouve refuge auprès d'une femme (sauf pour son amant si elle en a un) ; la personne doit symboliser l’acte d'allaitement en entourant de ses deux bras la taille de la femme. Cette protection cesse dès que la personne s'éloigne de la femme.

### Fabrication de «goudron» (poix)
Les Zemmours fabriquaient de la poix, sorte de goudron végétal, par distillation du bois ; de genévrier ou de pin selon Léon l'Africain et probablement aussi d'autres essences de bois. On peut en effet tirer de la poix de plusieurs essences de bois : thuya, pin d’Alep, du sapin de Chechaouen (Abies pinsapo var. maroccana appelé aussi « sapin d’Espagne » en Provence), cèdre, tamaris au Sahara, mais aussi graines (par ex. celles de la coloquinte sauvage au Sahara central), voire à partir de vieux os). Le capitaine Coursimault relate début XXe s. l'opération chez les Zemmours, avec schéma du four ; Léon l’Africain décrit ainsi les fours qu'il a vu opérer dans la région : « un four rond et profond avec, à sa partie inférieure, un trou correspondant à une cavité en forme de vase. On prend des branches vertes de genévrier ou de pin, on les coupe en petits morceaux et on les met dans le four dont on obture l’orifice et que l’on chauffe à feu doux. Le bois distille à la chaleur et le produit coule dans une cavité par le trou aménagé à cet effet, au fond du four. On recueille la poix de cette façon et on la met dans les outres ».
Ils utilisaient des bois verts, qui donnent une densité différente de celle donnée par des bois secs. Conformément au mode de vie nomade, leurs installations étaient de petite taille et détruites après utilisation.